# Port-des-Barques
Port-des-Barques is een gemeente in het Franse departement Charente-Maritime (regio Nouvelle-Aquitaine). De plaats maakt deel uit van het arrondissement Rochefort. Port-des-Barques telde op 1 januari 2022 1.754 inwoners.

## Geografie
De oppervlakte van Port-des-Barques bedroeg op 1 januari 2022 5,66 vierkante kilometer; de bevolkingsdichtheid was toen 309,9 inwoners per km².
De onderstaande kaart toont de ligging van Port-des-Barques met de belangrijkste infrastructuur en aangrenzende gemeenten.

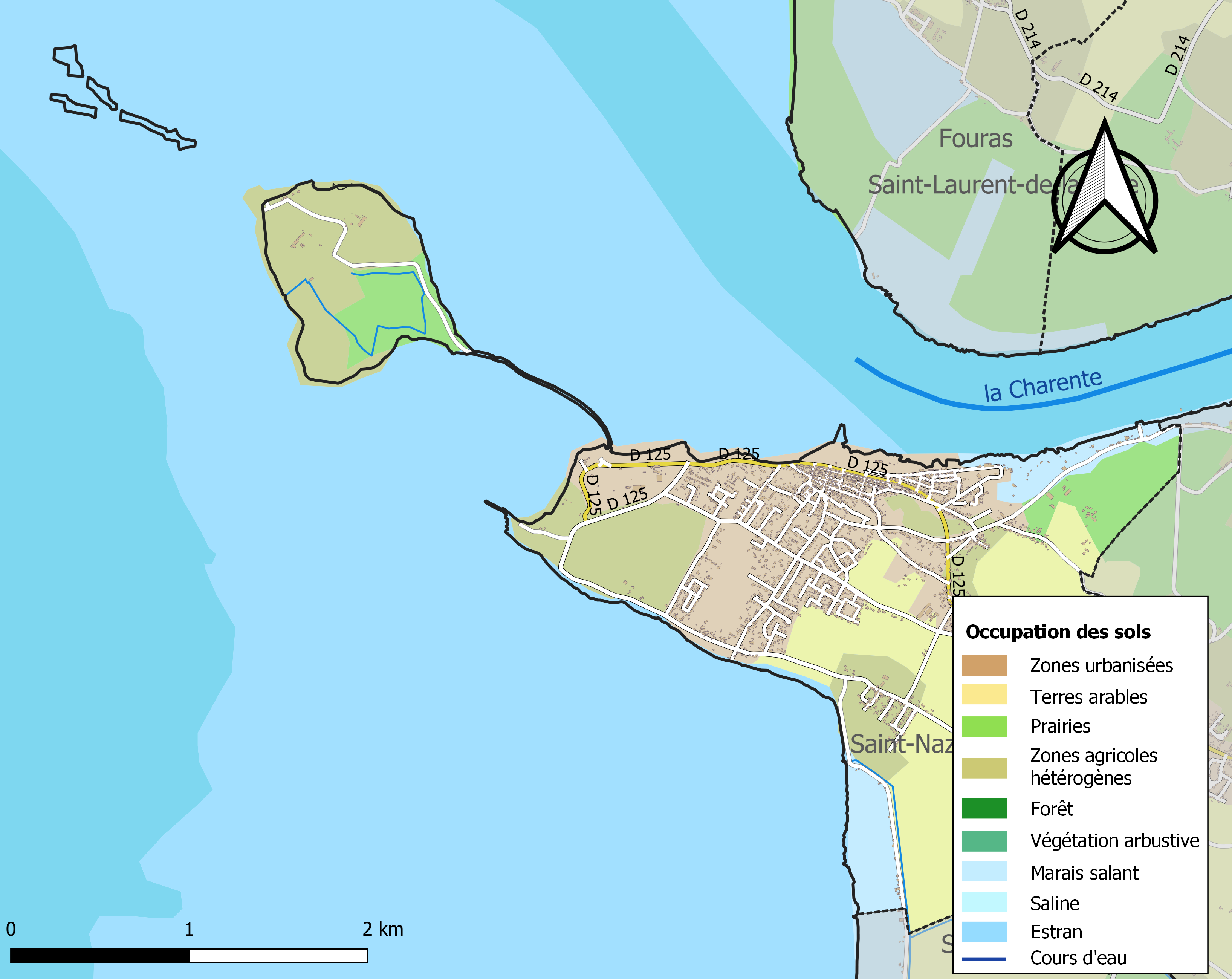

## Demografie
Onderstaande figuur toont het verloop van het inwonertal (bron: INSEE-tellingen).